# Монбар (кантон)
Монбар (фр. Montbard) — кантон во Франции, находится в регионе Бургундия. Департамент кантона — Кот-д’Ор. Входит в состав округа Монбар. Население кантона на 2006 год составляло 10 973 человека.
Код INSEE кантона — 2121. Всего в кантон Монбар входят 28 коммун, из них главной коммуной является Монбар.

## Коммуны кантона
- Арран — население 69 чел.
- Аньер-ан-Монтань — население 181 чел.
- Ати — население 90 чел.
- Бенуазе — население 74 чел.
- Бюффон — население 181 чел.
- Шан-д’Уазо — население 76 чел.
- Курсель-ле-Монбар — население 93 чел.
- Крепан — население 341 чел.
- Эренж — население 66 чел.
- Фен-ле-Монбар — население 274 чел.
- Фен-ле-Мутье — население 204 чел.
- Френ — население 175 чел.
- Люсне-ле-Дюк — население 201 чел.
- Мармань — население 247 чел.
- Монбар — население 5597 чел.
- Монтиньи-Монфор — население 291 чел.
- Мутье-Сен-Жан — население 259 чел.
- Ножан-ле-Монбар — население 147 чел.
- Кенсеро — население 91 чел.
- Кенси-ле-Виконт — население 193 чел.
- Ружмон — население 170 чел.
- Сен-Жермен-ле-Сенайи — население 98 чел.
- Сен-Реми — население 811 чел.
- Сеньи — население 159 чел.
- Сенайи — население 139 чел.
- Туйон — население 418 чел.
- Виллен-ле-Превот — население 131 чел.
- Визерни — население 197 чел.